# Enneaden
Enneaden (også kaldet nigudskredsen) var en gruppe bestående af ni guder i egyptisk mytologi. Deres hovedkultcenter var Iunu.
Enneaden bestod af Ra, Ras børn Shu og Tefnut, deres børn Geb og Nut samt deres børn Osiris, Isis, Seth og Nepthys.
Navnet "Enneade" kommer af det græske ord Enneás, der betød "De ni".
På oldegyptisk blev det udtalt som noget nær Pesedjet.